# رمه‌گردانی آلپی

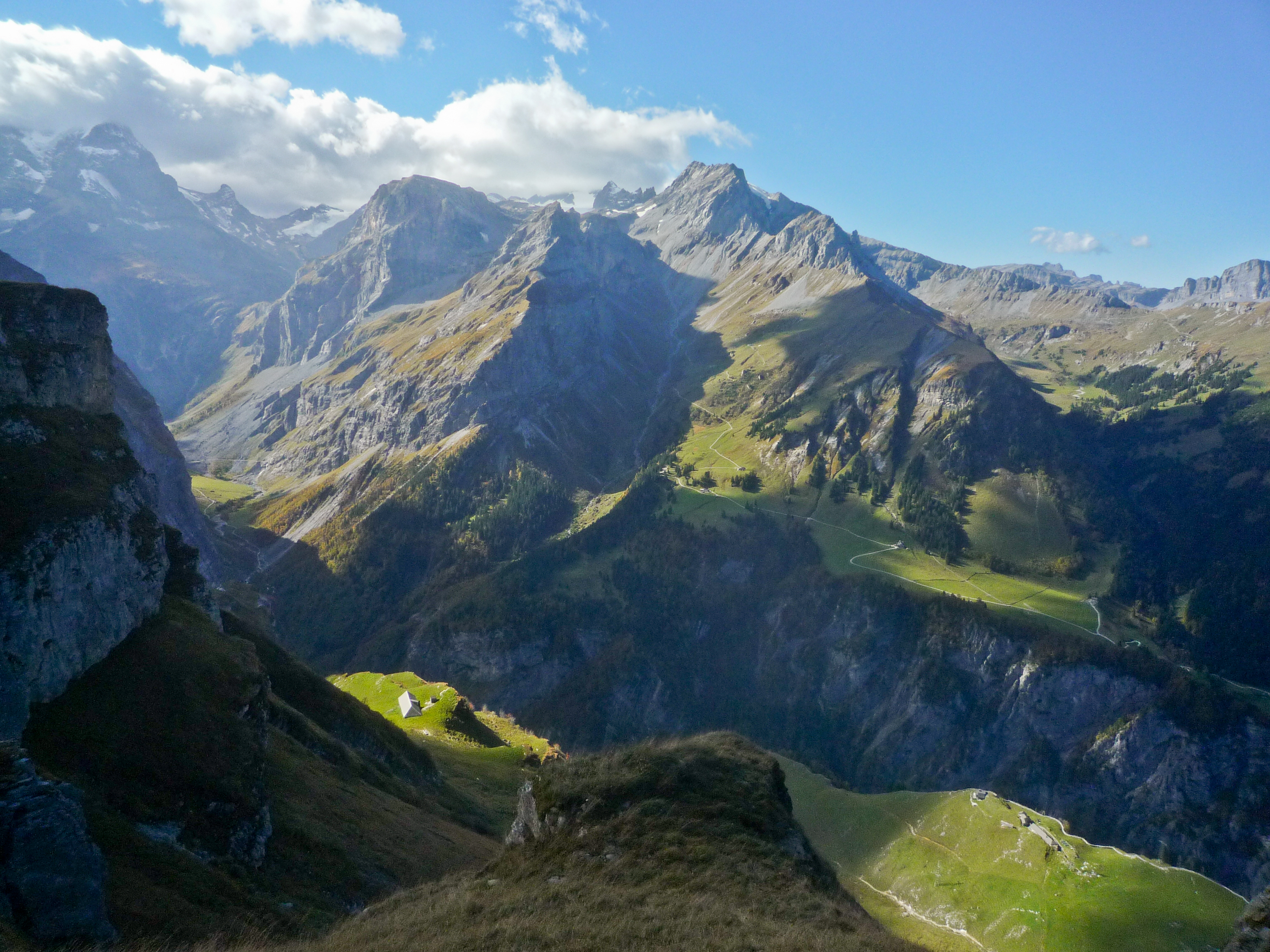
پنج کوه در اطراف تیرفهد، بین ۱۲۸۰ (سمت چپ) و ۱۸۳۰ متر (پیش‌زمینه سمت چپ)، که توسط خورشید بعد از ظهر برجسته شده است.

رمه‌گردانی آلپی (به انگلیسی: Alpine transhumance)، رمه‌گردانی است که در کوه‌های آلپ انجام می‌شود، یعنی راندن فصلی دام‌های در حال چرا بین دره‌ها در زمستان و چراگاه کوهستانی در تابستان از اصطلاح «چراغ کوهستانی فصلی»، Alp, AlmTranshumance یک عمل سنتی است که بسیاری از منظره‌های آلپ را شکل داده است، زیرا بدون آن، بیشتر مناطق زیر ۲٬۰۰۰ متر (۶٬۶۰۰ فوت) جنگل خواهد بود. در حالی که امروزه گردشگری و صنعت سهم زیادی در اقتصاد آلپ دارند، مهاجرت فصلی به مراتع مرتفع هنوز در باواریا، اتریش، اسلوونی، ایتالیا، فرانسه و سوئیس، به جز در مراکز توریستی پرتردد آنها انجام می‌شود. در برخی مکان‌ها، دام‌ها توسط خانواده‌های کشاورز محلی که به مکان‌های بالاتر نقل مکان می‌کنند، نگهداری می‌شوند. در برخی دیگر، این شغل برای دامدارانی است که کارمندان تعاونی مالک مراتع هستند.
بیشتر چراگاه آلپی زیر ۲٬۴۰۰ متر (۷٬۹۰۰ فوت) است؛ همه زیر ۲٬۸۰۰ متر (۹٬۲۰۰ فوت) هستند. مناطق مرتفعی که برای جابجایی انسان مناسب نیستند، به عنوان کوه‌های آلپ بلند شناخته می‌شوند.
در سال ۲۰۱۱، یونسکو رمه‌گردانی آلپی در جنگل برگنتس را به عنوان میراث فرهنگی ناملموس اعلام کرد.